# Gra szkoleniowa
Zasugerowano, aby zintegrować ten artykuł z artykułem Gra dydaktyczna. Nie opisano powodu propozycji integracji.
Gra szkoleniowa – narzędzie szkoleniowe realizowane w formule interaktywnego współdziałania uczestników szkolenia, zgodnie z podanymi zasadami i pod nadzorem trenera.
Gra szkoleniowa może trwać od kilku godzin do kilku dni.
Gra szkoleniowa ma wymiary:
1. Zabawy – stosowanie zasad gry powinno prowadzić do zdefiniowanego na początku gry zwycięstwa.
2. Edukacji – uczestnicy gry doświadczają realiów danego środowiska gry.
3. Diagnostyki i oceny kompetencji np. podczas rekrutacji kandydatów do pracy albo w projektach typu Assessment Center.

Celem gry szkoleniowej jest oprócz przekazania wiedzy, również wpojenie umiejętności, a niekiedy nawet budowanie właściwych postaw. Natomiast celem gry diagnostycznej jest ocena kompetencji gracza na podstawie obserwacji jego zachowań, decyzji lub reakcji, a następnie porównanie ich z normą psychometryczną lub normą kompetencyjną (zwykle oparte są one na tzw. rozkładzie normalnym kompetencji w badanej populacji).
Gra może być prowadzona w dwóch formułach:
1. Uczestnictwa bezpośredniego w sesji szkoleniowej.
2. Uczestnictwa za pośrednictwem systemu informatycznego, za pomocą narzędzi e-learningowych.

Rodzaje gier szkoleniowych:
Według badań najczęściej stosowane w Polsce gry szkoleniowe to:
1. Gry team building uczące kompetencji społecznych, w szczególności pracy i komunikacji w zespole - 68% wskazań
2. Gry menedżerskie rozwijające kompetencje związane z kierowaniem ludźmi i przywództwem - 45% badanych
3. Planszowe gry symulacyjne - uczące kompetencji związanych z zarządzaniem przedsiębiorstwem: planowanie strategiczne, zarządzanie produkcją, sprzedażą, marketingiem, projektami i finansami. - 32% badanych
4. Gry negocjacyjne - związane z kształceniem umiejętności negocjowania, sprzedaży itp. - 25% badanych
5. Gry e-learning odbywające się w formie wirtualnej - 16% badanych.

Etapy rozwoju i tzw. generacje gier:
Do roku 2012 nie rozróżniano generacji gier. W latach 2013-2014 w badaniach nad grami pojawiło się rozróżnienie na gry:
1. PIERWSZEJ GENERACJI - niemodyfikowalne gry szkoleniowe oparte na zadaniach zespołowych, problemach decyzyjnych albo scenariuszach analitycznych (przykładem takich gier są np. tzw. Gry Harvardzkie). Gry te służą głównie celom szkoleniowym
2. DRUGIEJ GENERACJI - gry adaptacyjne, których modele logiczne i matematyczne mają wbudowany element automatycznej adaptacyjności gry w kolejnych rundach. W tych grach zachowania graczy z rundy N są odnoszone do normy psychometrycznej, na podstawie której ocenia się wyjściowy poziom kompetencji gracza lub drużyny graczy (np. osoba początkująca lub doświadczona). Na tej podstawie model matematyczny (tzw. "silnik gry") adaptuje poziom trudności w rundzie N+1 (np podnosi go dla gracza doświadczonego). Wyniki rundy N+1 są także odnoszone do normy, co pozwala adaptować poziom rundy N+2 itd. W tych grach istnieje też pojęcie "modelu otwartego", który pozwala moderatorowi gry zasilać go dowolnymi danymi. Przykładowo, w grze finansowej moderator może zadać do modelu aktualne parametry finansowe (np. realny poziom inflacji czy stawki podatkowe).

Do roku 2024 na świecie powstało tylko 5 grup gier drugiej generacji, w USA, Holandii, Niemczej, Wielkiej Brytanii i Finlandii. Tam, gdzie gry drugiej generacji stały się dostępne dla odbiorców, widać jak stopniowo jednostki edukacyjne i rekrutacyjne zaczynają rezygnować z gier tradycyjnych - na rzecz adaptacyjnych.